# Campeonato Tocantinense 2016
In 2016 werd het 24ste Campeonato Tocantinense gespeeld voor voetbalclubs uit de Braziliaanse staat Tocantins. De competitie werd georganiseerd door de FTF en werd gespeeld van 9 april tot 25 juni. Gurupi werd kampioen.

## Eerste fase
| Plaats | Club                  | Wed. | W  | G | V  | Saldo | Ptn. |
| ------ | --------------------- | ---- | -- | - | -- | ----- | ---- |
| 1.     | Tocantins de Miracema | 14   | 10 | 1 | 3  | 28:17 | 31   |
| 2.     | Interporto            | 14   | 7  | 4 | 3  | 21:15 | 25   |
| 3.     | Gurupi                | 14   | 7  | 2 | 5  | 19:14 | 23   |
| 4.     | Paraíso               | 14   | 6  | 1 | 7  | 21:22 | 19   |
| 5.     | Ricanato              | 14   | 4  | 4 | 6  | 16:18 | 16   |
| 6.     | Tocantinópolis        | 14   | 4  | 4 | 6  | 14:18 | 16   |
| 7.     | Araguaína (1)         | 14   | 5  | 4 | 5  | 18:19 | 13   |
| 8.     | Palmas                | 14   | 2  | 2 | 10 | 9:23  | 8    |

(1): Araguaína kreeg zes strafpunten omdat het een niet-speelgerechtigde speler opgesteld had.
|  | Gekwalificeerd voor tweede fase |
|  | Degradatie                      |

## Tweede fase
In geval van gelijkspel gaat de best geplaatste uit de groepsfase door. 
|  | Halve finale          | Halve finale | Halve finale |   |                       | Finale | Finale | Finale |
|  |                       |              |              |   |                       |        |        |        |
|  | Tocantins de Miracema | 0            | 1            |   |                       |        |        |        |
|  | Paraíso               | 0            | 1            |   |                       |        |        |        |
|  | Paraíso               | 0            | 1            |   | Tocantins de Miracema | 0      | 2      |        |
|  |                       |              |              |   | Tocantins de Miracema | 0      | 2      |        |
|  |                       | Gurupi       | 0            | 3 |                       |        |        |        |
|  | Interporto            | Gurupi       | 0            | 3 | 0                     | 0      |        |        |
|  | Interporto            |              |              |   | 0                     | 0      |        |        |
|  | Gurupi                | 1            | 0            |   |                       |        |        |        |

### Kampioen
| Campeonato Tocantinense de 2016 |
| Tocantins                       |
| ------------------------------- |
| GURUPI Kampioen (6° titel)      |